# Plutorectis mjoebergi
Plutorectis mjoebergi är en fjärilsart som beskrevs av Aurivillius 1920. Plutorectis mjoebergi ingår i släktet Plutorectis och familjen säckspinnare. Inga underarter finns listade i Catalogue of Life.